# Névári buddhizmus

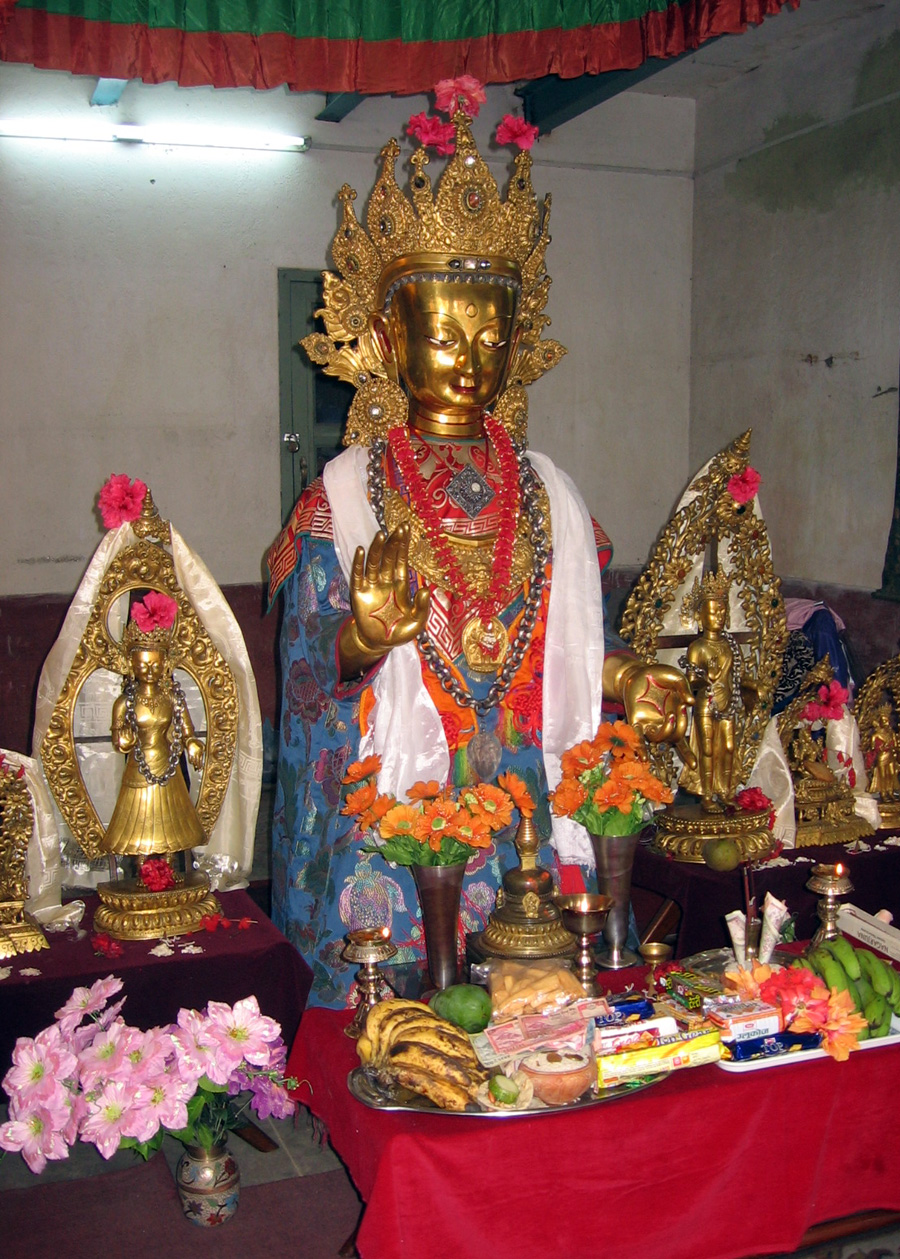
Kiállított Dípankara Buddha (Bahi-djah) a nepáli holdnaptár tizedik hónapjában.

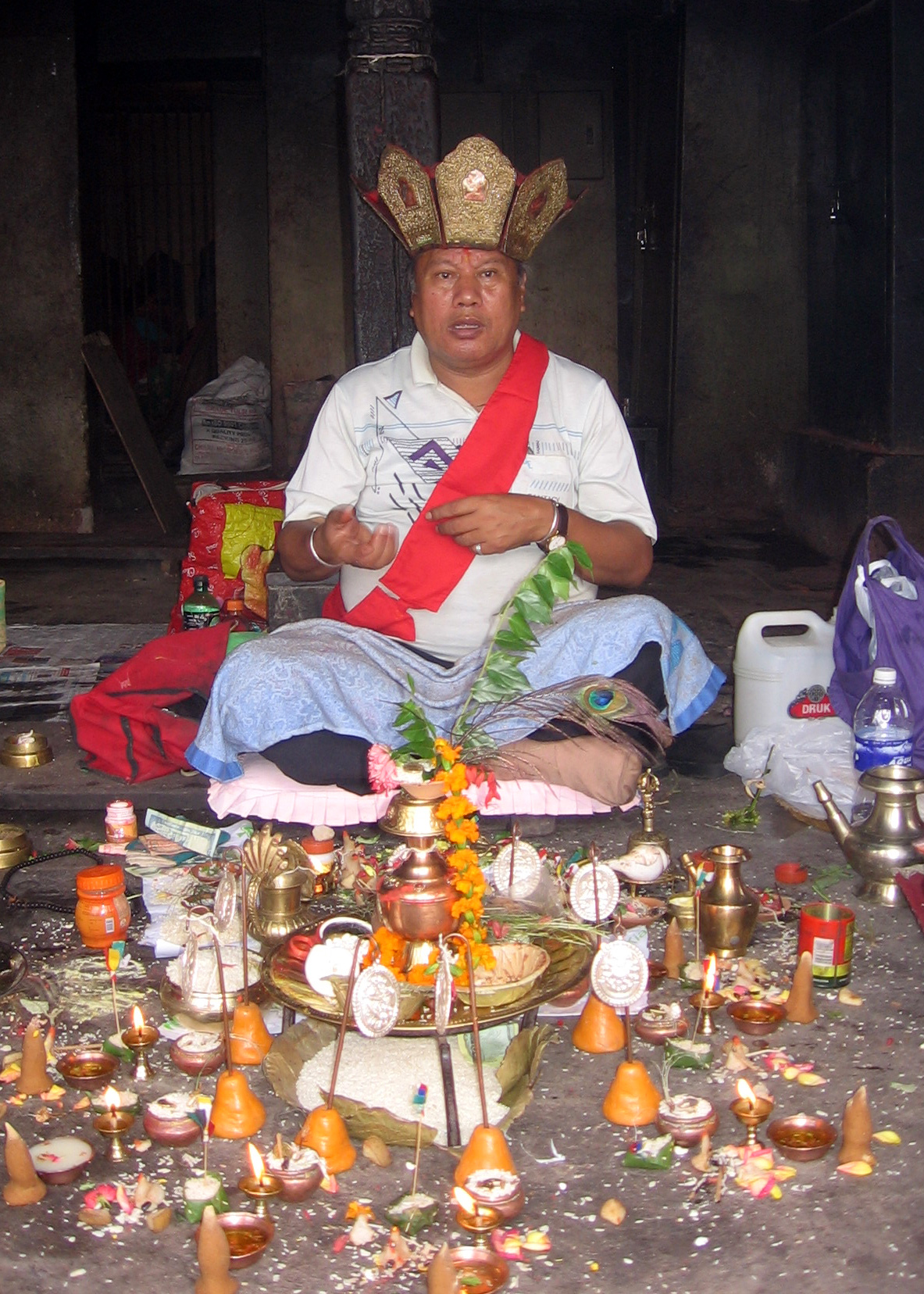
Vadzsrajána pap

A névári buddhizmus a vadzsrajána buddhizmus egyik formája, amelyet a néváriak gyakorolnak a Nepálban található Katmandu-völgyben. Egyedülálló társadalmi-vallási elemeket vett fel, amelyek között szerepel egy nem egyházi buddhista társaság is, amely a névári kasztrendszerre épül és az agnációra.  A vadzsracsarja (szertartást mások számára végrehajtó) és sakja (szertartást többnyire csak a saját családjuk számára végrehajtó) nőtlenséget nem vállaló, rituális papjai (gurudzsu) alkotják a szanghát és egy másik névári kasztból, mint például az uráj, kerülnek ki a patrónusok. Az urajok támogatják a tibeti a vadzsrajanin, a théraváda és a japán papokat egyaránt.
Annak ellenére, hogy az első évezred során pezsgő regionális buddhizmus létezett a Katmandu-völgyben, a 15. század környékén sajátságos kulturális és nyelvi jelleget öltött a helyi buddhizmus, körülbelül egy időben azzal, amikor az indiai buddhizmus regionális formái, például Kasmírban vagy Indonéziában hanyatlásnak indultak. Ennek eredményeképpen a névári buddhizmus valamelyest megőrizte az indiai buddhizmus néhány jellegzetességét, amelyeket más buddhista iskolákban nem találni.

## Művészi hagyomány
A navar buddhizmusban rengeteg a finom részletekig kidolgozott szertartás, jellemzőek rá a gazdagon díszített buddhista építmények, mint például a csaitja (sztúpa), baha és bahi egyházi udvarok, szobrok, a paubhá tekercsfestészet, a mandala homokfestészet, az ősi szanszkrit nyelvű buddhista szövegek, amelyek közül sok kizárólag Nepálban maradt fenn. A csacsá (csarjá) szertartási dalok és táncok, valamint a gunlá bádzsan zene szintén a névári buddhizmus egyéb művészeti hagyományai közé tartoznak.

## Szabadtéri fesztiválok
Számos nagy utcai fesztivált tartanak a névári buddhizmusban, amelyek során a Katmandu-völgy három városában és az ország egyéb helyein felvonulásokat tartanak hatalmas Buddha képeket hordozva.
A legfőbb események közé tartozik a Szamjak (alamizsna adás és Buddha képek felvonulása), a Gunla (szent hónap hangszeres felvonulásokkal és Buddha képekkel), Dzsana báhá djah dzsátrá (szekeres felvonulás Katmanduban) és a Bunga Djah dzsátrá (szekeres felvonulás Lalitpurban.